# CNCO
CNCO je latinskoamerická popová chlapecká skupina. Má 5 členů a byla založena 13. prosince 2015 v Miami poté, co členové skupiny vyhráli pěveckou soutěž La Banda. Členy kapely jsou Joel Pimentel, Richard Camacho, Erick Brian Colón, Christopher Vélez, a Zabdiel De Jesús. Kapela ze začátku cestovala s Ricky Martinem a společně složili písně „Tan fácil“ a „Quisiera“. Dne 26. srpna 2016 CNCO vydali své první album s názvem Primera Cita, které obsahuje hitový singl "Reggaetón Lento (Bailemos)". Dne 6. dubna 2018 vydali své druhé eponymní album. Obě alba debutovala na 1. místě hitparádu Billboard Top Latin Albums a v top 40 hitparádu Billboard 200. Kapela se již zúčastnila několik koncertních turné, mezi které patří například One World Tour nebo vlastní koncertní šňůra Más Allá Tour.

## Členové
- Christopher Vélez
- Richard Camacho
- Erick Brian Colón
- Zabdiel De Jesús

## Diskografie
- Primera Cita (2015)
- CNCO (2018)
- Qué quienes sómos (2019)
- Déjà Vu (2021)

## Turné
- 2017: Más Allá Tour
- 2018-2019: CNCO World Tour